# NGC 7121
NGC 7121 é uma galáxia espiral (Sbc) localizada na direcção da constelação de Aquarius. Possui uma declinação de -03° 37' 11" e uma ascensão recta de 21 horas, 44 minutos e 52,6 segundos.
A galáxia NGC 7121 foi descoberta em 3 de Setembro de 1872 por Édouard Jean-Marie Stephan.